# Джеффрі Монмутський
Дже́ффрі Мо́нмутський (англ. Geoffrey of Monmouth, валл. Gruffudd ap Arthur, Sieffre o Fynwy; латинізована форма — Га́льфрід Мо́нмутський, лат. Galfridus Monemutensis, Galfridus Arturus; бл. 1100 — бл. 1155) — середньовічний священик, історик і письменник, одна з найвагоміших постатей у розвитку історії Британії та у поширенні розповідей про короля Артура. Автор «Історії королів Британії», віршованої повісті «Життя Мерліна». Писав свої праці латиною.

## Біографія
Народився Джеффрі у місті Монмут, що на півдні Уельсу. Був валлійцем. Зацікавленість до Бретані та пробретанський нахил вказує на те, що поетова рідня приїхала з протилежної сторони Ла-Маншу, як і велика кількість інших бретонців під час норманської інвазії. Його батька звали Артуром. У 1129—1151 роках — духовна особа і вчитель в Оксфорді. Згідно церковних документів, Джеффрі знався з архідеяконом єпархії Уолтером. Після 1151 року, у Лондоні, його посвятили у сан єпископа Сант-Асафу. Це призначення відмічає його бретанське коріння, адже в англонорманський період, валійці не займали таких посад. Джеффрі Монмутський помер 1155 року.

## Твори

### «Пророцтва Мерліна»
«Пророцтва Мерліна» — найперша робота Джеффрі. Присвячена Олександру (Лінкольнському єпископу). Праця була в обігу ще до того, як Джеффрі написав свою славнозвісну «Історію королів Британії». Очевидним є те, що Джеффрі Монмутський передбачав свої «Пророцтва Мерліна» як частину «Історії королів Британії», адже згодом він використав «Пророцтва…» як 7-му книгу «Історії…», де вони дають стислий коментар до «історичних» подій, що описуються у книзі, а також подій, що трапились за життя Джеффрі, зокрема, громадянської війни в Англії 1135—1154 років та повстань валійців та скоттів.

### «Історія королів Британії»
«Історія королів Британії» — написана близько 1138 року. Робота присвячена графу Глостера Роберту, незаконнонародженому сину Генріха I. Як стверджував сам Джеффрі Монмутський, «Історії королів Британії» — це історія Британії від заселення її Брутом, нащадком Енея, і аж до цілковитого підкорення острова саксами у VII столітті. Серед багатьох інших королів (більшість з яких не підтверджені документально), Джеффрі хронізує життя короля  Ліра, кінець якого є більш веселим, аніж це зображено у Шекспіра, адже він знову здобуває своє королівство та карає узорпаторів; Белінуса, який розоряє Рим; Артура, що відбиває інвазію саксонців та підкоряє Рим. Секція про короля Артура є найбільшою частиною «Історії королів Британії» (3 частина всього твору). Правління Артура — славне і взірцеве, але й воно мусить закінчитися. Після смерті Артура (542, згідно з Джеффрі) приходить повільний занепад, адже британці втрачають управління островом і врешті-решт здають його саксонським загарбникам. Кадваладер, останній король Британії, визнавав, що Британія заслужила втрату свого острова. Він розглядав цю подію як покарання Бога за їхні гріхи.

### «Життя Мерліна»
Наприкінці свого життя, приблизно 1150 року, Джеффрі пише ще одну свою фундаментальну роботу — «Життя Мерліна». Поема є біографією провісника Мерліна, персонажа, що його Джеффрі вже зобразив у своїй «Історії королів Британії». У «Житті…» Мерлін описується у дусі британських легенд з півночі Англії. Джеффрі малює зовсім іншого Мерліна, аніж в «Історії королів Британії», але, намагаючись хоч якось загладити розбіжності, каже, що в «Історії королів Британії» Мерлін — молодик, а  «Життя Мерліна» — розповідь про подальше життя провісника.